# Tamatoa Wagemann
Tamatoa Wagemann (* 18. März 1980 in Papeete) ist ein ehemaliger tahitischer Fußballspieler.

## Karriere

### Verein
Wagemanns erste bekannte Station ist die Reservemannschaft des französischen Vereins Racing Straßburg. Von dort ging er weiter zum Fünftligisten FCSR Haguenau. Dann war er zwei Jahre in Deutschland bei Eintracht Bad Kreuznach und dem SV Linx in der Oberliga aktiv. Dann folgte jeweils für drei Spielzeiten der FC Alle aus der Schweiz sowie SO Cholet aus Frankreich. Die Saison 2010 verbrachte er beim réunionischen Erstligisten AJ Petite-Île. Dann folgten die französischen Amateurvereine US Changé und FC Challans. Von 2012 bis zu seinem Karriereende 2017 spielte er noch in seiner Heimat beim AS Dragon in der Tahiti Ligue 1 und wurde dort noch zweimal Meister in dieser Zeit.

### Nationalmannschaft
Von 2012 bis 2013 absolvierte Wagemann insgesamt sechs Partien für die tahitische A-Nationalmannschaft. Im Juni 2012 gewann er die Ozeanienmeisterschaft und kam während des Turniers vier Mal zum Einsatz. Beim FIFA-Konföderationen-Pokal 2013 in Brasilien stand er zwar im Kader der Auswahl, wurde aber von Trainer Eddy Etaeta in den drei Gruppenspielen nicht eingesetzt.

## Erfolge

### Verein
AS Dragon
- Tahitischer Meister: 2013, 2017

### Nationalmannschaft
- Ozeanienmeister: 2012